# Leichtathletik-Weltmeisterschaften der Behinderten 2017/Teilnehmer (Schweiz)
| stlisierte Goldmedaille | stlisierte Silbermedaille | stlisierte Bronzemedaille |
| ----------------------- | ------------------------- | ------------------------- |
| 3                       | 1                         | —                         |

Zu den Para-Leichtathletik-Weltmeisterschaften 2017 in London wurde von Swiss Paralympic, dem Schweizerischen Paralympischen Komitee, eine aus vier Sportlern und vier Sportlerinnen bestehende Mannschaft entsandt.

## Ergebnisse

### Frauen
| Athletinnen        | Wettbewerb               | Vorlauf / Vorkampf | Vorlauf / Vorkampf | Halbfinale   | Halbfinale | Finale             | Finale |
| Athletinnen        | Wettbewerb               | Zeit / Weite       | Rang               | Zeit / Weite | Rang       | Zeit / Weite       | Rang   |
| ------------------ | ------------------------ | ------------------ | ------------------ | ------------ | ---------- | ------------------ | ------ |
| Abassia Rahmani    | 100 m T44                | 14,09 s            | 5                  | –            | –          | nicht qualifiziert | 12     |
| Alexandra Helbling | 100 m Rennrollstuhl T54  | –                  | –                  | –            | –          | 17,64 s            | 6      |
| Abassia Rahmani    | 200 m T44                | 28,15 s            | 3                  | –            | –          | 28,18 s            | 6      |
| Alexandra Helbling | 400 m Rennrollstuhl T54  | –                  | –                  | –            | –          | 30,84 s            | 5      |
| Abassia Rahmani    | 400 m T44                | –                  | –                  | –            | –          | 1:04,97 min        | 4      |
| Alexandra Helbling | 400 m Rennrollstuhl T54  | 58,55 s            | 4                  | –            | –          | 57,59 s            | 6      |
| Manuela Schär      | 400 m Rennrollstuhl T54  | 56,33 s            | 3                  | –            | –          | 55,53 s            | 5      |
| Alexandra Helbling | 800 m Rennrollstuhl T54  | 1:56,27 min        | 4                  | –            | –          | 1:54,38 min        | 7      |
| Manuela Schär      | 800 m Rennrollstuhl T54  | 1:51,53 min        | 2                  | –            | –          | 1:49,47 min        |        |
| Patricia Keller    | 1500 m Rennrollstuhl T54 | 3:50,75 min        | 8                  | –            | –          | nicht qualifiziert | 15     |
| Manuela Schär      | 1500 m Rennrollstuhl T54 | 3:27,85 min        | 3                  | –            | –          | 3:26,09 min        | 7      |
| Patricia Keller    | 5000 m Rennrollstuhl T54 | –                  | –                  | –            | –          | 13:45,64 min       | 10     |
| Manuela Schär      | 5000 m Rennrollstuhl T54 | –                  | –                  | –            | –          | 12:34,55 min       | 5      |

### Männer
| Athleten        | Wettbewerb               | Vorlauf / Vorkampf | Vorlauf / Vorkampf | Halbfinale   | Halbfinale | Finale       | Finale |
| Athleten        | Wettbewerb               | Zeit / Weite       | Rang               | Zeit / Weite | Rang       | Zeit / Weite | Rang   |
| --------------- | ------------------------ | ------------------ | ------------------ | ------------ | ---------- | ------------ | ------ |
| Philipp Handler | 100 m T13                | 11,14 s SB         | 3                  | –            | –          | 11,25 s      | 7      |
| Bojan Mitic     | 100 m Rennrollstuhl T34  | 16,31 s            | 3                  | –            | –          | 16,40 s      | 6      |
| Beat Bösch      | 100 m Rennrollstuhl T52  | 18,14 s            | 3                  | –            | –          | 18,00 s      | 4      |
| Philipp Handler | 200 m T13                | 22,88 s PB         | 4                  | –            | –          | 22,79 s PB   | 7      |
| Bojan Mitic     | 200 m Rennrollstuhl T34  | –                  | –                  | –            | –          | 29,60 s      | 7      |
| Bojan Mitic     | 400 m Rennrollstuhl T34  | –                  | –                  | –            | –          | 56,39 s      | 8      |
| Beat Bösch      | 400 m Rennrollstuhl T52  | 1:04,83 min        | 3                  | –            | –          | 1:04,83 min  | 7      |
| Marcel Hug      | 400 m Rennrollstuhl T54  | 46,98 s SB         | 1                  | –            | –          | 46,58 s SB   | 4      |
| Bojan Mitic     | 800 m Rennrollstuhl T34  | –                  | –                  | –            | –          | 1:49,00 min  | 7      |
| Marcel Hug      | 800 m Rennrollstuhl T54  | 1:35,81 min        | 1                  | –            | –          | 1:38,40 min  |        |
| Marcel Hug      | 1500 m Rennrollstuhl T54 | 3:12,90 min        | 1                  | –            | –          | 3:04,33 min  |        |
| Marcel Hug      | 5000 m Rennrollstuhl T54 | 11:07,28 min       | 1                  | –            | –          | 11:10,72 min |        |